# レオボテス
レオボテス（ラボタスとも、古希: Λεωβύτης / Λαβώτας、古代ギリシア語ラテン翻字: Leobotes / Labotas、在位：紀元前870年 - 紀元前840年）は、アギス朝の第4代のスパルタ王である。
レオボテスは先代の王エケストラトスの子で、次代の王ドリュッソスの父である。パウサニアスによれば、彼の治世にスパルタは、アルゴスが本来ならスパルタ領のキュヌリアを自領とし、さらにペリオイコイをスパルタから離反させようとしているとして戦争を仕掛けたが、引き分けに終わった。ヘロドトスは、レオボテスは後見人であった伝説的立法者リュクルゴスの甥であると述べており、リュクルゴスは甥の後見人になるとすぐに法律をことごとく改革し、厳重に違反者を取り締まった。

## 註
1. ↑  パウサニアス, III, 2, 3
2. ↑  ヘロドトス, I, 65